# 沙溪土家族乡
沙溪土家族乡是中华人民共和国贵州省铜仁市德江县下辖的一个民族乡。

## 行政区划
沙溪土家族乡下辖以下村级行政区划单位：
万坝社区、大寨村、空山村、舒家村、四堡村、石龙村、八仙村、大泉村、桥岩村、后坝村、庞家村、黄坝村、申家村、龙坝村和覃坝村。

## 中国传统村落
2013年8月，大寨村被评为第二批中国传统村落。